# Dol pri Ljubljani
Dol pri Ljubljani è un comune di 5 172 abitanti della Slovenia centrale.

## Geografia antropica

### Suddivisioni amministrative
Il comune di Dol pri Ljubljani è formato da 18 insediamenti (naselija):
- Beričevo
- Brinje (Dol pri Ljubljani)
- Dolsko
- Kamnica
- Kleče pri Dolu
- Klopce
- Križevska Vas
- Laze pri Dolskem
- Osredke
- Petelinje
- Podgora pri Dolskem
- Senožeti
- Videm
- Vinje
- Vrh pri Dolskem
- Zaboršt pri Dolu
- Zagorica pri Dolskem
- Zajelše